# سرنته مقلوبة
سرنته مقلوبة أو ملينة مقلوبة أو لسان العصفور الجبلي نوع من السرنتة البرية الحولية.